# La canzone di Marinella (Mina)
La canzone di Marinella è un 45 giri della cantante italiana Mina, pubblicato nel 2017.

## Descrizione
Il disco è un 45 giri uscito il 22 aprile 2017, giorno del Record Store Day e per i cinquant'anni della PDU, la casa discografica di Mina.
Il vinile ha la due versioni della canzone, una cantata da Mina nel 1967 e l'altra cantata assiema a Fabrizio De André nel 1997 ed è uscito in versione limitata a 3 000 copie.
La versione del 1967 è uscita nel 1968 nell'album Dedicato a mio padre, mentre il duetto con De André del 1997 è uscito nell'ultimo album, la raccolta Mi innamoravo di tutto e nel 2003 nell'album di Mina In duo.

## Tracce
Lato A
1. La canzone di Marinella – 3:11 (Fabrizio De André)

Lato B
1. La canzone di Marinella (feat. Fabrizio De André) – 5:01 (Fabrizio De André)

## Formazione
Lato A
- Mina - voce
- Orchestra Augusto Martelli - orchestra

Lato B
- Mina - voce
- Fabrizio De André - voce
- Massimiliano Pani - tastiere, arrangiamento
- Massimo Moriconi - contrabbasso
- Alfredo Golino - batteria
- Carmine Di - missaggio
- Danilo Rea - pianoforte